# پارک ملی الا ارچا
پارک ملی الا ارچا (به لاتین: Ala Archa National Park) یک پارک ملی در قرقیزستان است که در استان چوی واقع شده‌است.